# Gran Premio motociclistico di Francia 1994
Il Gran Premio motociclistico di Francia 1994 fu il nono Gran Premio della stagione e si disputò il 17 luglio 1994 sul circuito Bugatti, a Le Mans.
Nella classe 500 il vincitore fu Mick Doohan, che portò a sei le sue vittorie consecutive, precedendo John Kocinski e Àlex Crivillé; nella classe 250 salirono sul podio tre piloti italiani, con Loris Capirossi al terzo successo stagionale, davanti a Doriano Romboni e a Max Biaggi; le prime tre posizioni nella gara della classe 125 furono occupate invece da piloti giapponesi, con Noboru Ueda primo, anch'egli alla terza vittoria dell'anno, seguito da Takeshi Tsujimura e Kazuto Sakata.

## Classe 500

### Arrivati al traguardo
| Pos | Nº | Pilota               | Squadra               | Motocicletta  | Giri | Tempo     | Griglia | Punti |
| --- | -- | -------------------- | --------------------- | ------------- | ---- | --------- | ------- | ----- |
| 1   | 4  | Mick Doohan          | Honda Team HRC        | Honda         | 27   | 46:28.917 | 1       | 25    |
| 2   | 11 | John Kocinski        | Cagiva Team Agostini  | Cagiva        | 27   | +6.101    | 4       | 20    |
| 3   | 8  | Àlex Crivillé        | Honda Team HRC        | Honda         | 27   | +11.313   | 7       | 16    |
| 4   | 17 | Alberto Puig         | Ducados Honda Pons    | Honda         | 27   | +12.327   | 3       | 13    |
| 5   | 7  | Shin'ichi Itō        | Honda Team HRC        | Honda         | 27   | +20.087   | 8       | 11    |
| 6   | 6  | Alex Barros          | Lucky Strike Suzuki   | Suzuki        | 27   | +26.069   | 9       | 10    |
| 7   | 5  | Luca Cadalora        | Marlboro Team Roberts | Yamaha        | 27   | +36.873   | 2       | 9     |
| 8   | 14 | Jeremy McWilliams    | Millar Racing         | Yamaha        | 27   | +1:12.759 | 13      | 8     |
| 9   | 44 | Marc Garcia          | DR Team Shark         | ROC Yamaha    | 27   | +1:43.508 | 20      | 7     |
| 10  | 12 | Juan López Mella     | Lopez Mella Racing    | ROC Yamaha    | 26   | +1 giro   | 16      | 6     |
| 11  | 36 | Jean Foray           | Jean Foray Racing     | ROC Yamaha    | 26   | +1 giro   | 24      | 5     |
| 12  | 27 | Bernard Haenggeli    | Haenggeli Racing      | ROC Yamaha    | 26   | +1 giro   | 21      | 4     |
| 13  | 34 | Bruno Bonhuil        | MTD Objectif 500      | ROC Yamaha    | 26   | +1 giro   | 18      | 3     |
| 14  | 63 | Udo Mark             | Sachsen Racing        | ROC Yamaha    | 26   | +1 giro   | 19      | 2     |
| 15  | 24 | Cristiano Migliorati | Team Pedercini        | ROC Yamaha    | 26   | +1 giro   | 15      | 1     |
| 16  | 20 | Kevin Mitchell       | MBM Racing            | Harris Yamaha | 26   | +1 giro   | 25      |       |
| 17  | 29 | Andreas Leuthe       | Doppler Austria       | ROC Yamaha    | 26   | +1 giro   | 28      |       |
| 18  | 69 | Philippe Monneret    | Team ROC              | ROC Yamaha    | 26   | +1 giro   | 29      |       |

### Ritirati
| Nº | Pilota              | Squadra                 | Motocicletta  | Giri | Griglia |
| -- | ------------------- | ----------------------- | ------------- | ---- | ------- |
| 1  | Kevin Schwantz      | Lucky Strike Suzuki     | Suzuki        | 26   | 5       |
| 15 | John Reynolds       | Padgett's Motorcycles   | Harris Yamaha | 25   | 14      |
| 19 | Sean Emmett         | Shell Harris Grand Prix | Harris Yamaha | 24   | 23      |
| 50 | Niall Mackenzie     | Slick 50 Team WCM       | ROC Yamaha    | 18   | 10      |
| 10 | Doug Chandler       | Cagiva Team Agostini    | Cagiva        | 8    | 6       |
| 38 | Ermanno Bastianini  | Team Elit               | ROC Yamaha    | 8    | 22      |
| 23 | Lucio Pedercini     | Team Doorakkers         | ROC Yamaha    | 6    | 26      |
| 21 | Cees Doorakkers     | Team Pedercini          | Harris Yamaha | 6    | 27      |
| 16 | Laurent Naveau      | Euro Team               | ROC Yamaha    | 2    | 17      |
| 18 | Bernard Garcia      | Yamaha Motor France     | ROC Yamaha    | 1    | 11      |
| 51 | Jean Pierre Jeandat | JPJ Racing              | ROC Yamaha    | 1    | 12      |

### Non partito
| Nº | Pilota         | Squadra        | Motocicletta  | Griglia |
| -- | -------------- | -------------- | ------------- | ------- |
| 32 | Evren Bischoff | Sachsen Racing | Harris Yamaha | 30      |

### Non qualificato
| Nº | Pilota          | Squadra    | Motocicletta |
| -- | --------------- | ---------- | ------------ |
| 33 | Paul Pellissier | Team Paton | Paton        |

## Classe 250

### Arrivati al traguardo
| Pos | Nº | Pilota                    | Moto    | Giri | Tempo     | Griglia | Punti |
| --- | -- | ------------------------- | ------- | ---- | --------- | ------- | ----- |
| 1   | 2  | Loris Capirossi           | Honda   | 25   | 43:46.089 | 3       | 25    |
| 2   | 5  | Doriano Romboni           | Honda   | 25   | +0.689    | 1       | 20    |
| 3   | 4  | Max Biaggi                | Aprilia | 25   | +1.181    | 2       | 16    |
| 4   | 28 | Ralf Waldmann             | Honda   | 25   | +5.123    | 4       | 13    |
| 5   | 22 | Jean-Michel Bayle         | Aprilia | 25   | +5.528    | 8       | 11    |
| 6   | 11 | Nobuatsu Aoki             | Honda   | 25   | +5.821    | 7       | 10    |
| 7   | 17 | Jean-Philippe Ruggia      | Aprilia | 25   | +9.018    | 5       | 9     |
| 8   | 1  | Tetsuya Harada            | Yamaha  | 25   | +24.059   | 6       | 8     |
| 9   | 8  | Tadayuki Okada            | Honda   | 25   | +29.043   | 9       | 7     |
| 10  | 12 | Wilco Zeelenberg          | Honda   | 25   | +36.273   | 11      | 6     |
| 11  | 44 | Toshihiko Honma           | Yamaha  | 25   | +41.787   | 10      | 5     |
| 12  | 20 | Adrian Bosshard           | Honda   | 25   | +52.489   | 15      | 4     |
| 13  | 23 | Carlos Checa              | Honda   | 25   | +57.206   | 13      | 3     |
| 14  | 19 | Eskil Suter               | Aprilia | 25   | +1:01.503 | 14      | 2     |
| 15  | 38 | Luis Maurel               | Honda   | 25   | +1:03.353 | 16      | 1     |
| 16  | 16 | Patrick van den Goorbergh | Aprilia | 25   | +1:04.277 | 20      |       |
| 17  | 27 | Adi Stadler               | Honda   | 25   | +1:16.427 | 26      |       |
| 18  | 29 | Juan Bautista Borja       | Honda   | 25   | +1:19.607 | 25      |       |
| 19  | 34 | Christian Boudinot        | Aprilia | 25   | +1:20.163 | 17      |       |
| 20  | 26 | Bernd Kassner             | Aprilia | 25   | +1:20.761 | 23      |       |
| 21  | 6  | Andreas Preining          | Aprilia | 25   | +1:26.864 | 18      |       |
| 22  | 37 | Noël Ferro                | Honda   | 25   | +1:27.009 | 24      |       |
| 23  | 68 | Sébastien Scarnato        | Honda   | 25   | +1:36.321 | 27      |       |
| 24  | 33 | Kristian Kaas             | Yamaha  | 24   | +1 giro   | 31      |       |
| 25  | 42 | Donnie Hough              | Honda   | 24   | +1 giro   | 34      |       |

### Ritirati
| Nº | Pilota                   | Moto    | Giri | Griglia |
| -- | ------------------------ | ------- | ---- | ------- |
| 32 | Jurgen van den Goorbergh | Aprilia | 21   | 19      |
| 39 | Alessandro Gramigni      | Aprilia | 17   | 28      |
| 13 | Frédéric Protat          | Honda   | 16   | 22      |
| 40 | Giuseppe Fiorillo        | Honda   | 14   | 21      |
| 35 | Rodney Fee               | Honda   | 13   | 29      |
| 31 | Enrique de Juan          | Aprilia | 10   | 33      |
| 30 | José Luis Cardoso        | Aprilia | 7    | 32      |
| 15 | Luis d'Antín             | Honda   | 6    | 12      |
| 43 | Manuel Hernández         | Aprilia | 3    | 30      |

## Classe 125

### Arrivati al traguardo
| Pos | Nº | Pilota                | Moto    | Giri | Tempo     | Griglia | Punti |
| --- | -- | --------------------- | ------- | ---- | --------- | ------- | ----- |
| 1   | 5  | Noboru Ueda           | Honda   | 23   | 42:59.000 | 2       | 25    |
| 2   | 3  | Takeshi Tsujimura     | Honda   | 23   | +0.112    | 3       | 20    |
| 3   | 2  | Kazuto Sakata         | Aprilia | 23   | +3.118    | 1       | 16    |
| 4   | 10 | Peter Öttl            | Aprilia | 23   | +4.034    | 8       | 13    |
| 5   | 1  | Dirk Raudies          | Honda   | 23   | +9.738    | 4       | 11    |
| 6   | 8  | Jorge Martínez        | Yamaha  | 23   | +9.830    | 5       | 10    |
| 7   | 32 | Stefano Perugini      | Aprilia | 23   | +12.029   | 6       | 9     |
| 8   | 9  | Herri Torrontegui     | Aprilia | 23   | +14.428   | 12      | 8     |
| 9   | 36 | Masaki Tokudome       | Honda   | 23   | +14.721   | 10      | 7     |
| 10  | 11 | Fausto Gresini        | Honda   | 23   | +21.779   | 15      | 6     |
| 11  | 28 | Hideyuki Nakajō       | Honda   | 23   | +27.086   | 9       | 5     |
| 12  | 12 | Haruchika Aoki        | Honda   | 23   | +29.174   | 7       | 4     |
| 13  | 47 | Juan Enrique Maturana | Yamaha  | 23   | +42.752   | 23      | 3     |
| 14  | 6  | Akira Saitō           | Honda   | 23   | +42.919   | 16      | 2     |
| 15  | 15 | Stefan Prein          | Yamaha  | 23   | +43.360   | 21      | 1     |
| 16  | 30 | Manfred Geissler      | Aprilia | 23   | +43.500   | 25      |       |
| 17  | 19 | Garry McCoy           | Aprilia | 23   | +44.162   | 26      |       |
| 18  | 7  | Oliver Petrucciani    | Aprilia | 23   | +47.123   | 13      |       |
| 19  | 29 | Gabriele Debbia       | Aprilia | 23   | +59.934   | 19      |       |
| 20  | 25 | Neil Hodgson          | Honda   | 23   | +1:12.794 | 28      |       |
| 21  | 69 | Grégory Fouet         | Yamaha  | 23   | +1:39.540 | 35      |       |
| 22  | 46 | Bertrand Stey         | Honda   | 23   | +1:43.111 | 34      |       |
| 23  | 24 | Hans Spaan            | Honda   | 23   | +1:50.448 | 31      |       |
| 24  | 43 | Frank Baldinger       | Honda   | 22   | +1 giro   | 32      |       |
| 25  | 45 | Luigi Ancona          | Honda   | 22   | +1 giro   | 30      |       |
| 26  | 44 | Yasuaki Takahashi     | Honda   | 22   | +1 giro   | 29      |       |
| 27  | 68 | Fabien Rousseau       | Aprilia | 22   | +1 giro   | 33      |       |
| NC  | 27 | Tomoko Igata          | Honda   | 17   | +6 giri   | 22      |       |

### Ritirati
| Nº | Pilota             | Moto    | Giri | Griglia |
| -- | ------------------ | ------- | ---- | ------- |
| 33 | Vittorio Lopez     | Honda   | 21   | 24      |
| 16 | Manfred Baumann    | Yamaha  | 21   | 36      |
| 31 | Gianluigi Scalvini | Aprilia | 20   | 17      |
| 22 | Lucio Cecchinello  | Honda   | 16   | 20      |
| 26 | Emilio Alzamora    | Honda   | 10   | 18      |
| 35 | Loek Bodelier      | Honda   | 6    | 11      |
| 37 | Frédéric Petit     | Yamaha  | 3    | 27      |
| 21 | Carlos Giró        | Aprilia | 0    | 14      |